# Athanasios Christopoulos
Athanasios Christopoulos (in greco Ἀθανάσιος Χριστόπουλος?; Kastoria, 1772 – Bucarest, 19 gennaio 1847) è stato un poeta greco.

## Biografia
Studiò a Buda e a Padova e divenne tutore dei figli di Alexander Mourousis, Principe di Vallachia. Dopo la caduta del principe nel 1811, Christopoulos fu impiegato da John Caradja, nominato ospodaro di Valacchia, per elaborare un codice di legge per quel paese.
Successivamente Christopoulos si ritirò a vita privata e si dedicò alla letteratura. Scrisse molte poesie sulla popolazione greca, tragedie, traduzioni moderne di Omero ed Eraclito, e alcune opere filologiche sui rapporti tra greco antico e moderno.
La sua opera Hellenika Archaiologemata (Atene, 1853) contiene un resoconto della sua vita. Thomas K. Papathomas (1872-1936), pubblicò nel 1931-1932 a Spalato le opere di complete di Christopoulos (Χριστοποὐλου Ἀπαντα in greco).